# Завало Сергій Трохимович
Сергі́й Трохи́мович Зава́ло (*23 лютого 1919, Ганнівка — 19 січня 1990, м. Київ) — український математик, доктор фізико-математичних наук.

## Біографічні відомості
Народився 23.02.1919 в с. Ганнівка Ново–Призького (тепер Олександрівського) району Кіровоградської області. Закінчив Московський університет в 1941 (учень Куроша О. Г.).
Під час другої світової війни був у діючій армії (командир батареї 373 Миргородської орденів Червоного прапора, Суворова, Кутузова стрілецької дивізії. Демобілізувався у військовому званні майора).
У 1946—1957 працював у Черкаському педагогічному інституті. У 1952 захистив кандидатську дисертацію. З 1954 — доцент, з 1958 — доктор наук.
У 1957 був призначений заступником міністра освіти Української РСР. Працював на цій посаді до 1979.
У 1959—1989 працює в Київському університеті (доцентом, професором).
У 1970—1980 — завідувач кафедри алгебри і математичної логіки.
У 1971—1980 — декан механіко-математичного факультету.
Помер у 19 січня 1990. Похований у м. Києві.

## Нагороди та відзнаки
- медаль «За відвагу»
- орден Вітчизняної війни ІІ ступеня
- орден «Червоної зірки»
- 2 ордени «Знак Пошани»
- медаль"За доблесну працю у Великій Вітчизняній війні 1941—1945 рр."
- медаль «За перемогу над Німеччиною у Великій Вітчизняній війні 1941—1945 рр.»
- медаль А. С. Макаренка
- Почесний громадянин м. Хорола (18 вересня 1968 року)[4]

## Праці
Праці присвячені операторним вільним групам (математичне поняття).
Основні праці:
- Завало С. Т. Арифметика, алгебра і елементи аналізу. — К. : Радянська школа, 1969. — 503 с. — (Бібліотека вчителя математики).
- Завало С. Т. Елементарна математика. Алгебра.. — К. : Вища школа, 1971. — 356 с. — (Бібліотека вчителя математики).
- Завало С. Т. Елементи аналізу. Алгебра многочленів. — К. : Радянська школа, 1972. — 462 с. — (Бібліотека вчителя математики).
- Алгебра і теорія чисел, практикум з розв'язування задач (у співавт. з В. М. Костарчуком, Б. І. Хацетом), К., 1975.
- Елементи аналізу. Рівняння і нерівності. К., 1975.
- Завало, С. Т. Алгебра і теорія чисел : підручник для фіз.-мат. фак. пед. ін-тів. Ч. 1 / С. Т. Завало, В. М. Костарчук, В. І. Хацет. — К. : Вища школа, 1974. — 462 с.
- Завало, С. Т. Алгебра і теорія чисел : підручник для фіз.-мат. фак. пед. ін-тів. Ч. 2 / С. Т. Завало, В. М. Костарчук, В. І. Хацет. — К. : Вища школа, 1976. — 383 с.
- Завало С. Т. Курс алгебри. — К. : Вища школа, 1985. — 503 с.